# Донга (департамент)
Донга (на френски: Donga) е департамент разположен в западен Бенин и граничи с Того. Съставен е от 5 общини. Столицата е град Джугу. Площта е 11 126 квадратни километра, а населението – 543 130 души (по преброяване през май 2013 г.).